# Hypersonic Technology Vehicle 2

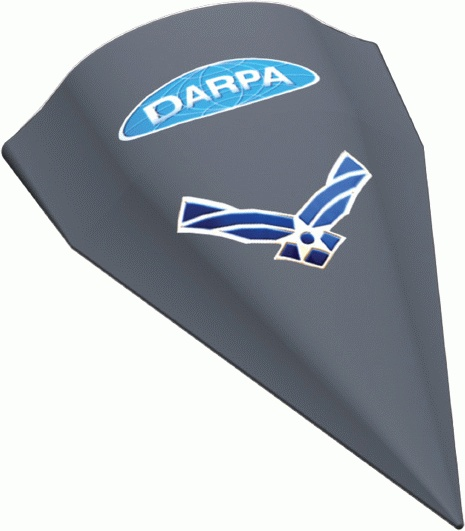
Eine Illustration des DARPA Falcon Hypersonic Technology Vehicle-2 (HTV-2)

HTV-2 (Hypersonic Technology Vehicle 2) war der Prototyp eines militärischen manövrierbaren Hyperschallflugkörpers, der sich mit zwanzigfacher Schallgeschwindigkeit fortbewegen sollte. Es war ein experimenteller Technologieträger (engl. Technology Demonstrator) des Falcon-Projekts (Force Application and Launch from Continental United States) der DARPA und USAF. Das HTV-2 wurde von Lockheed Martin gebaut. 2013 fiel die Entscheidung, das Projekt einzustellen.

## Technik

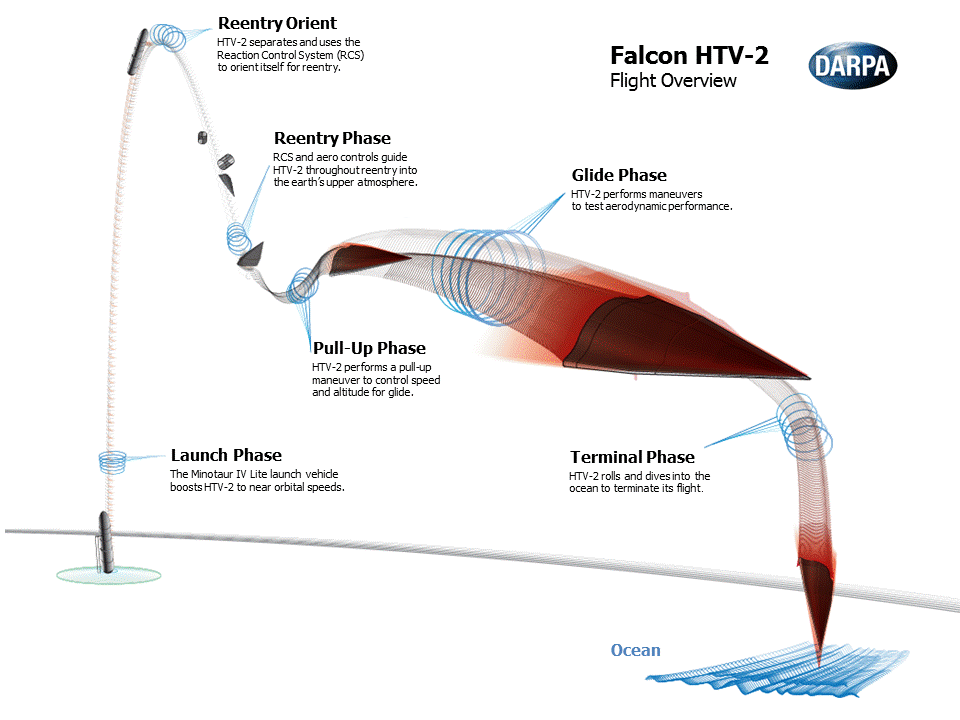
Vorgesehenes Flugprofil des HTV-2-Flugkörpers

Der Erprobungsträger HTV-2 verfügte über keinen eigenen Antrieb, sondern wurde mit Hilfe einer dreistufigen Minotaur-4-Lite-Rakete auf eine suborbitale Flugbahn gestartet, die über die Atmosphäre hinausging. Nach dem Erreichen der Gipfelhöhe trennte sich HTV-2 von der letzten Stufe der Trägerrakete und sollte mit einer Geschwindigkeit von etwa Mach 20 in die Atmosphäre eintreten, um dort in einen horizontalen Flug überzugehen. In dieser Phase sollte der Flugkörper programmierte Manöver vollführen, die von zahlreichen Sensoren an Bord und am Boden registriert werden sollten. Am Ende der Mission sollte der HTV-2-Flugkörper ins Meer stürzen, wobei eine Bergung nicht vorgesehen war. Die Reichweite von HTV-2 sollte bei 8.000 km liegen

## Missionen

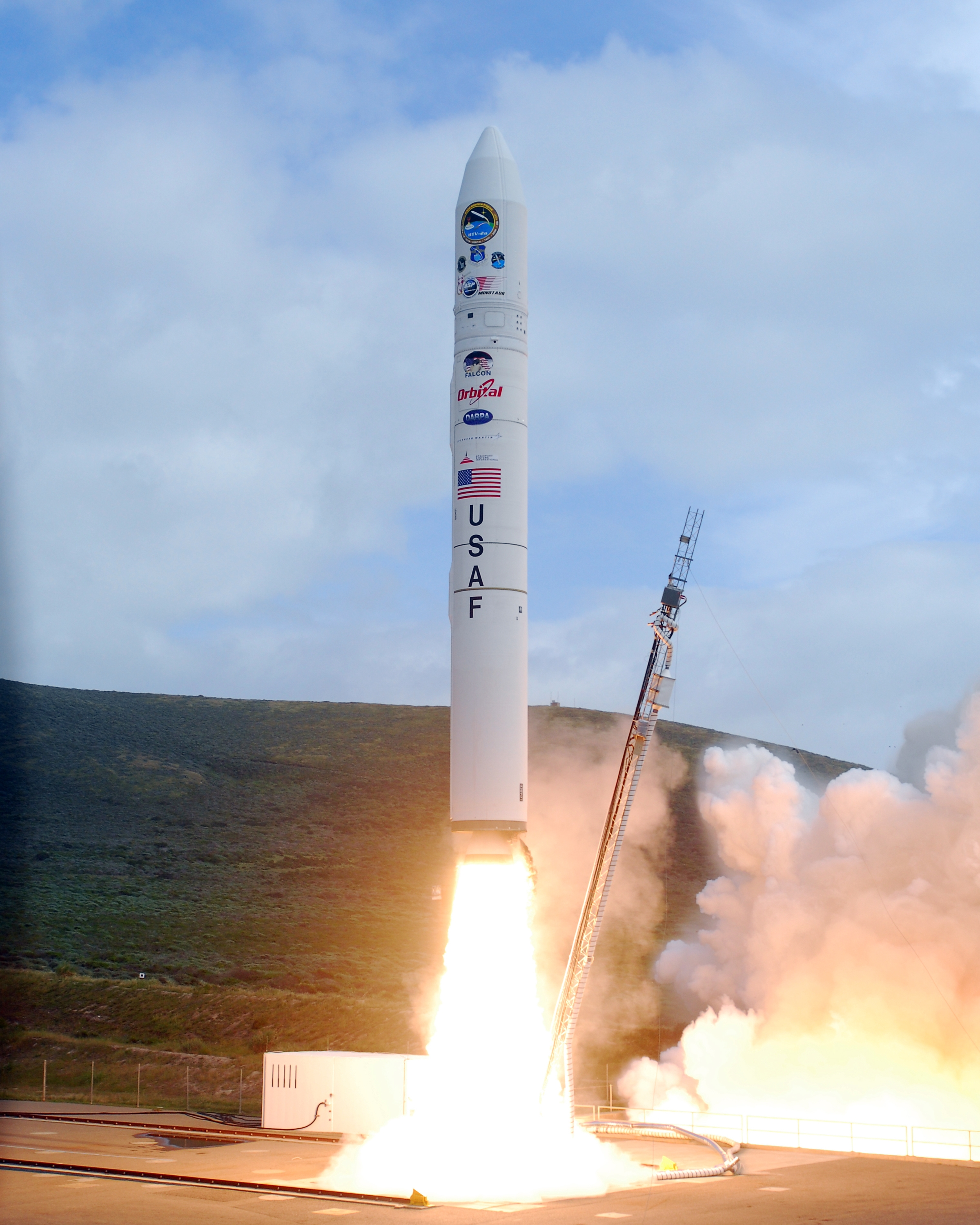
Start von HTV-2a auf einer Minotaur-4-Lite-Rakete

Ein erster Testflug mit HTV-2a am 22. April 2010 von der kalifornischen Vandenberg Air Force Base zum Kwajalein-Atoll im Pazifik sollte die Haltbarkeit der thermischen Isolierung und die aerodynamischen Steuermöglichkeiten demonstrieren. Jedoch ging kurz nach dem Start der Kontakt zu dem Flugkörper verloren.
Der zweite Flug mit HTV-2b erfolgte am 11. August 2011 ebenfalls von der Vandenberg Air Force Base aus und sollte ein ähnliches Flugprofil umfassen, wobei die Erfahrungen des ersten Fluges berücksichtigt wurden. Auch dieser Flugkörper verlor nach etwa 9 Minuten Flugzeit den Funkkontakt und ging verloren. Im April 2012 veröffentlichte die DARPA einen Untersuchungsbericht und kam zu dem Schluss, die unerwartet hohe Ablösung der Außenhülle des Flugkörpers führte zu einem instabilen Flugverhalten und verursachte den Absturz.